# Rahman Njie
Rahman Abdou Njie (* 13. října 1973, Banjul) je bývalý gambijský fotbalový obránce a reprezentant.

## Klubová kariéra
V roce 1993 se objevil v české první lize v týmu FC Svit Zlín, kam přišel z Türkiyemspor Berlin, hrajícího 5. nejvyšší ligu v Německu. Odehrál však jen tři zápasy na jaře 1994 a pak z týmu odešel zpět do Německa. V německé lize působí v různých klubech od roku 1991. Jde většinou o kluby hrající 4. a 5. nejvyšší soutěž.
V sezóně 1995/96 odehrál jeden zápas za druholigový SG Wattenscheid 09, který však následující sezónu odehrál ve 3. lize. Ve druhé nejvyšší lize se Njie objevil ještě v sezóně 2000/01, kdy nastoupil v šesti utkáních za VfL Osnabrück. V sezóně 2007/08 nastupuje za SpVgg Bayern Hof v Oberlize Bayern, 4. nejvyšší německé lize.

## Reprezentační kariéra
Njie debutoval v A-mužstvu Gambie v roce 2003, za národní tým nastoupil celkem v 5 zápasech a vstřelil 1 branku.